# Kõrbja
Kõrbja – wieś w Estonii, prowincji Rapla, w gminie Kehtna.